# Painel do Cardeal de Portugal
O Painel do Cardeal de Portugal, ou São Vicente, Santiago Maior e Santo Eustáquio, é uma pintura a óleo sobre madeira (172x179 cm) dos irmãos Antonio del Pollaiolo e Piero del Pollaiolo datável de 1466 a 1467.
Originalmente na Capela do Cardeal de Portugal na Basílica de San Miniato al Monte, encontra-se atualmente na Galleria degli Uffizi em Florença.

## História
A pintura decorava o altar da capela fúnebre de Jaime de Portugal, cardeal da diaconia de Santo Eustáquio e parente da realeza portuguesa que morreu em Florença durante uma viagem em 1459. Em sua memória, os seus parentes ilustres convocaram alguns dos artistas florentinos mais cotados da época para criar uma capela fúnebre digna do seu estatuto real, considerada a obra-prima daquele estilo pela Copia et Varietas em voga em Florença em meados do século. Os irmãos Antonio e Bernardo Rossellino, Luca della Robbia e Alesso Baldovinetti participaram na decoração da capela. 
O painel foi confiado aos irmãos del Pollaiolo, embora a atribuição a um ou ao outro seja controversa. A hipótese prevalecente é que Antonio foi o autor da parte mais significativa, o santo central, e que as laterais, de menor qualidade, são de Piero, mas também há quem atribua toda a obra a Piero. 
No século XIX, o painel foi transferido para os Uffizi e substituído no local por uma cópia. A técnica revela soluções originais, como foi demonstrado pelo restauro de Alessandro Cecchi em 1994: uma camada oleosa foi colocada sobre um painel de carvalho, o que copiava uma solução típica da arte flamenga. 

## Descrição e estilo
Os santos Vicente, Santiago Maior e Eustáquio estão representados de forma alinhada em primeiro plano. O primeiro foi patrono de Lisboa e de Portugal, Santiago era homónimo do cardeal e Eustáquio aludia ao título cardinalício dele. Santiago olha para a direita, pois o túmulo do cardeal encontrava-se desse lado. 
A paisagem em fundo está desenhada em  vista aérea e lembra a pintura flamenga contemporânea. O santo central, Santiago, está ligeiramente adiantado e captado de um modo natural enquanto coloca a mão no peito e olha para a direita, em direção ao túmulo do cardeal, direcionando assim o olhar do observador. São vincadas as linhas complexas da capa de veludo que ondula no corpo deste santo, criando uma densa mancha de cor iridescente, sob o qual emerge o fino damasco do seu manto. Os santos laterais são atribuídos por alguns à mão de Piero, em particular Eustáquio, sem o dramatismo típico do traço de Antonio. A variedade e o refinamento dos detalhes, típicos da época, culminam nas roupas tecidas com jóias ou no extraordinário chapéu de Santiago com a concha do peregrino, que se encontra pousado no piso de mármore policromado. 
A moldura (242x235 cm) é antiga, tendo sido talhada por Giuliano da Maiano, apresentando inscrições e o emblema de latão esmaltado do cardeal. No friso superior está inscrito: VOBIS DATVM EST NOS [S] E / MISTERIVM REGNI DEI ; abaixo dos nomes dos três santos: S [ANCTUS] VINCENTIVS / S [ANCUTS] IACOBVS AP [OSTVLVS] / S [ANCTVS] EVSTACIVS . 